# Žalm 130

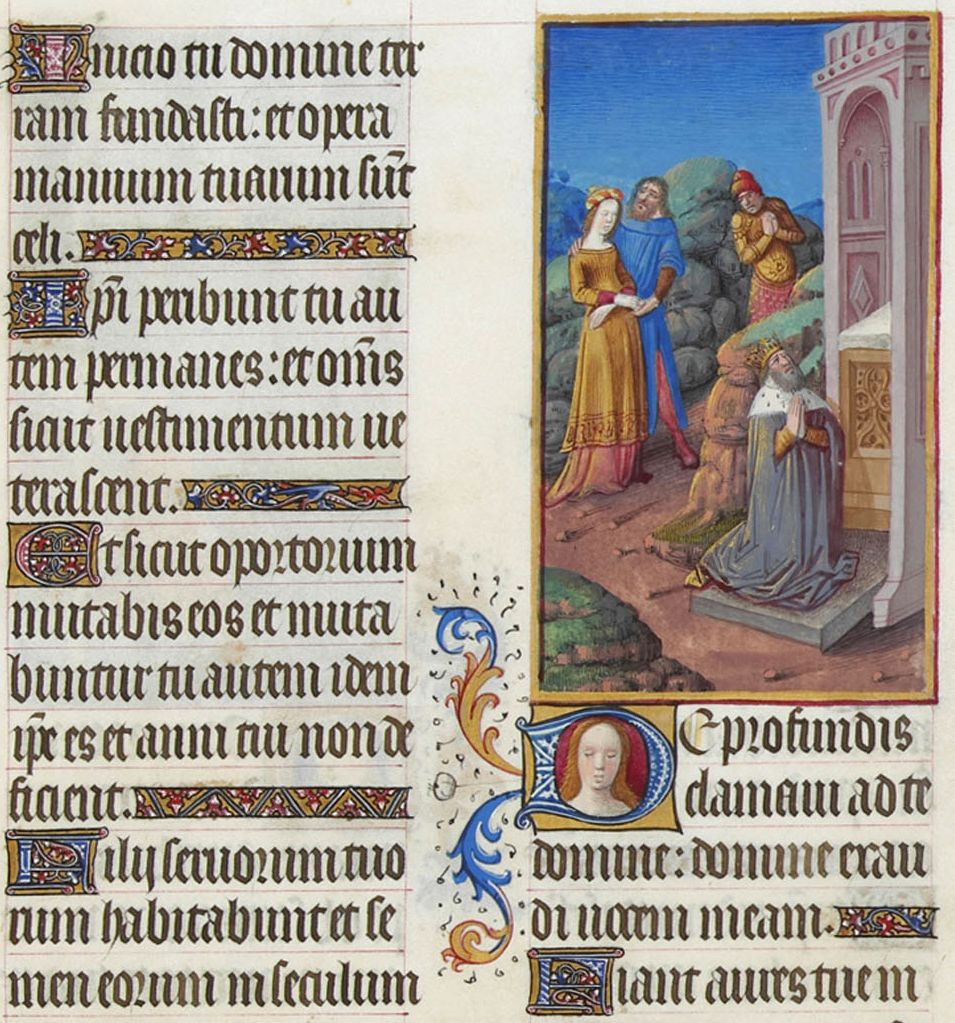
Iluminace k žalmu v Přebohatých hodinkách vévody z Berry

Žalm 130 („Z hlubin bezedných tě volám Hospodine“, lat. De profundis, v Septuagintě dle řeckého číslování žalm 129) je biblický žalm. Žalm je nadepsán stejně jako předchozí Žalmy 120 a 122–129 a následující Žalmy 131–134 těmito slovy: „Poutní píseň.“

## Charakteristika
Obsahově jsou všechny tyto žalmy včetně Žalmu 121 „v úzkém vztahu ke stvoření světa.“ Podle některých vykladačů hebrejské slovo šir (שִׁיר, „píseň“) v nadepsání znamená, že jde o píseň, jež byla doprovázena hudbou. Druhý hebrejský výraz hama'alot (הַמַּעֲלוֹת, „poutní“) je množný tvar slova ma'ala (מַעֲלָה), jenž může mít tyto významy: „schod, schodiště, stupeň, vystupování“. Odtud možný překlad celého nadepsání jako „Píseň stupňů“. Raši vysvětluje, že takto nadepsané chvalozpěvy ustanovil David k tomu, „aby s jejich pomocí vyzdvihl vlny propastné tůně, jak je vysvětleno v traktátu Mišny zvaném Suka. Podle Agady se má nadpis vykládat jako Píseň sta stupňů“.

## Užití
V judaismu je žalm podle siduru recitován v rámci liturgie Borchi nafši (Žehnej duše má), a to po odpolední modlitbě o každém Šabatu v období mezi svátkem Sukot a Šabat ha-gadol.